# Next Generation ATP Finals 2019
La Next Generation ATP Finals 2019 fue la 3ª edición de la Next Generation ATP Finals, un torneo masculino de tenis juvenil que se celebró en Milán (Italia) del 5 al 9 de noviembre de 2019.
El Next Generation ATP Finals es un torneo profesional de tenis, jugado en canchas duras bajo techo, y celebrado cada año en noviembre. Las Finales Next Generation es el torneo final para los tenistas masculinos menores de 21 años, con los 7 mejores jugadores de individuales y un invitado.

## Formato
Se introdujeron varios cambios innovadores en las reglas en 2017, incluyendo el mejor a cinco sets, el primero en ganar cuatro juegos en cada set, tie break al 3 iguales, puntuación sin ventajas (elección del sacador). También hubo reglas respecto al tiempo, el partido comenzará a los 5 minutos de la entrada del segundo jugador en la cancha, un reloj para sacar de 25 segundos, un límite máximo de tiempo médico por jugador y por partido, límites en cuándo los entrenadores pueden hablar los jugadores y el público podrán moverse durante un partido (excepto en las líneas de base).
En septiembre de 2017, la ATP anunció que no habría jueces de línea en el evento. El único oficial en la cancha será el juez de silla y todas las llamadas de línea serán hechas por Hawk-Eye (ojo de halcón). Sin embargo, las faltas de pies, que suelen ser llamadas por el juez de línea de base, pueden ser impugnadas y serán revisadas por una cámara fijada en los pies del servidor.

## Clasificación
Los siete mejores tenistas masculinos menores de 21 años con la mayor cantidad de puntos acumulados en Grand Slam y ATP World Tour durante todo el año calificarán al Next Generation ATP Finals 2019. Los puntos contables, incluyen a los ingresados durante todo el calendario tenístico 2019 y los últimos torneos Challengers del año pasado, posteriores al Next Generation ATP Finals 2018.

## Carrera al Campeonato

### Individuales
- Ranking actualizado al 28 de octubre de 2019.
- Aquellos jugadores en oro están clasificados.
- Aquellos jugadores en marrón han renunciado a jugar este torneo.

| AUS           | FRA                   | WIM     | USO     | IW      | MI      | MO      | MA      | RO     | CA     | CI      | SH     | PA2     | 1      | 2 | 3      | 4      | 5      | 6      |        |        |      |    |
| 1             | Stefanos Tsitsipas    | SF 720  | R16 180 | R128 10 | R128 10 | R64 10  | R16 90  | R16 90 | F 600  | SF 360  | R32 10 | R32 10  | SF 360 | - | F 300  | F 300  | G 250  | G 250  | SF 180 | CF 90  | 3910 | 25 |
| 2             | Álex de Miñaur        | R32 90  | R64 45  | R64 45  | R16 180 | R64 10  | A 0     | A 0    | R64 10 | R64 10  | R64 10 | R16 90  | R64 10 | - | F 300  | G 250  | G 250  | G 250  | CF 90  | CF 45  | 1730 | 23 |
| 32            | Félix Auger-Aliassime | A 0     | A 0     | R32 90  | R128 10 | R32 45  | SF 376  | A 0    | R32 45 | R64 10  | R16 90 | R64 10  | R32 45 | - | F 300  | SF 180 | F 150  | F 150  | CF 45  | R16 45 | 1681 | 25 |
| 43            | Denis Shapovalov      | R32 90  | R128 10 | R128 10 | R32 90  | R16 90  | SF 360  | A 0    | R64 10 | R32 45  | R32 45 | R32 45  | R32 45 | - | G 250  | SF 90  | SF 90  | CF 90  | CF 45  | CF 45  | 1495 | 25 |
| 5             | Frances Tiafoe        | CF 360  | R128 10 | R128 10 | R64 45  | R128 10 | CF 180  | A 0    | R16 90 | R64 10  | A 0    | R32 45  | R64 10 | - | CF 45  | CF 45  | CF 45  | R16 45 | R16 45 | R16 20 | 1060 | 26 |
| 6             | Ugo Humbert           | R128 10 | R128 10 | R16 180 | R128 10 | R128 26 | R128 10 | A 0    | A 0    | A 0     | A 0    | A 0     | A 0    | - | G 100  | G 90   | SF 90  | SF 90  | SF 90  | G 80   | 932  | 29 |
| 7             | Casper Ruud           | A 0     | R32 90  | R128 10 | R128 10 | A 0     | R128 26 | A 0    | A 0    | R16 115 | A 0    | R64 35  | A 0    | - | F 150  | CF 110 | SF 90  | SF 90  | CF 45  | R16 20 | 931  | 24 |
| 8             | Miomir Kecmanović     | R128 35 | R64 45  | R64 45  | R64 45  | CF 188  | R64 25  | A 0    | A 0    | A 0     | A 0    | R16 115 | R64 10 | - | F 150  | CF 45  | R16 45 | R16 32 | CF 25  | R16 20 | 901  | 26 |
| 9             | Mikael Ymer           | A 0     | R64 70  | A 0     | A 0     | A 0     | R128 26 | A 0    | A 0    | A 0     | A 0    | A 0     | A 0    | - | G 125  | G 100  | G 90   | G 80   | F 65   | F 48   | 763  | 20 |
| 10            | Alejandro Davidovich  | A 0     | R128 26 | A 0     | A 0     | A 0     | A 0     | A 0    | A 0    | A 0     | A 0    | A 0     | A 0    | - | SF 102 | G 100  | G 80   | F 75   | F 48   | SF 45  | 627  | 23 |
| ↓ Suplentes ↓ |                       |         |         |         |         |         |         |        |        |         |        |         |        |   |        |        |        |        |        |        |      |    |
| 11            | Alexei Popyrin        | R32 90  | R64 45  | R64 70  | R32 90  | R128 41 | A 0     | R64 35 | A 0    | A 0     | A 0    | A 0     | A 0    | - | CF 45  | R16 32 | R32 20 | R32 20 | R32 12 | R32 10 | 585  | 24 |
| 12            | Corentin Moutet       | A 0     | R32 90  | R64 70  | A 0     | A 0     | A 0     | A 0    | A 0    | A 0     | A 0    | A 0     | A 0    | - | G 100  | G 80   | F 48   | SF 33  | SF 29  | SF 29  | 577  | 25 |

## Jugadores clasificados

### Individuales
| #  | Jugador               | Puntos | Torneos | Fecha clasificación |
| -- | --------------------- | ------ | ------- | ------------------- |
| 1  | Stefanos Tsitsipas    | 3420   | 21      | 9 de septiembre     |
| 2  | Félix Auger-Aliassime | 1636   | 24      | 15 de octubre       |
| 3  | Álex de Miñaur        | 1420   | 21      | 21 de octubre       |
| 4  | Denis Shapovalov      | 1345   | 24      | 21 de octubre       |
| 5  | Frances Tiafoe        | 1015   | 25      | 28 de octubre       |
| 6  | Casper Ruud           | 931    | 23      | 28 de octubre       |
| 7  | Miomir Kecmanović     | 901    | 25      | 28 de octubre       |
| 8  | Ugo Humbert           | 852    | 28      | 28 de octubre       |
| 9  | Mikael Ymer           | 763    | 20      | 28 de octubre       |
| 10 | Alejandro Davidovich  | 627    | 23      | 1 de noviembre      |
| WC | Jannik Sinner         | 465    | 23      | 16 de septiembre    |

## Finales

### Individuales
| Fecha    | Hora  | Enfrentamiento     | Enfrentamiento | Enfrentamiento       | Marcador      |
| -------- | ----- | ------------------ | -------------- | -------------------- | ------------- |
| 09.11.19 | 21:00 | Álex de Miñaur [1] | 0-3            | Jannik Sinner [8/WC] | 2-4, 1-4, 2-4 |